# Марк Фурій Камілл (арвальський брат)
Марк Фурій Камілл (лат. Marcus Furius Camillus, близько 4 до н. е. — після 38) — політичний діяч Римської імперії.

## Життєпис
Походив з патриціанського роду Фуріїв. Син Марка Фурія Камілла, консула 8 року, та Лівії Скрибоніани. після смерті свого батька у 38 році увійшов до колегії арвальских братів. Перебував у почті імператорів Тиберія, Калігули та Клавдія.